# عصران (المخادر)

تعديل مصدري - تعديل

عصران هي إحدى قرى عزلة جبل عقد بمديرية المخادر التابعة لمحافظة إب، بلغ تعداد سكانها 157 نسمة حسب تعداد اليمن لعام 2004.